# Vällingshamn
Vällingshamn är en ö i Finland.   Den ligger i kommunen Pargas i den ekonomiska regionen  Åboland  och landskapet Egentliga Finland, i den sydvästra delen av landet, 210 km väster om huvudstaden Helsingfors. Arean är 0,12 kvadratkilometer.
Terrängen på Vällingshamn är mycket platt. Öns högsta punkt är 15 meter över havet.